# 鹿児島城西高等学校
鹿児島城西高等学校 （かごしまじょうせいこうとうがっこう、英語: Kagoshima Jōsei High School）は、鹿児島県日置市伊集院町清藤にある私立高等学校。設置者は学校法人日章学園。

## 設置学科
- ヘアーデザイン科
- トータルエステティック科
- 進学体育科
- 普通科
  - アプリケーションコース
  - 進学・公務員コース
  - 芸術文化コース
  - パティシエコース
  - 共生コース
  - ドリームコース
- 社会福祉科
- ホテル観光科
- 調理科
- ビジネス情報科
- ファッションデザイン科
- 専攻科（福祉共生）

## 沿革
- 1927年 - 前身となる鹿児島和洋裁縫女学校を設立。
- 1930年 - 鹿児島女子商業学校開校。
- 1949年 - 鹿児島和洋裁縫女学校の学校名を鹿児島和洋裁縫専門学校へ改称。鹿児島女子商業学校の学校名を鹿児島高等商業学校へ改称。
- 1953年 - 学制改革により学校法人吉永学園 照国商業高等学校と改称。設置学科は商業科、家政科。
- 1960年 - 照国商業高等学校を鹿児島照国高等学校に改称。
- 1961年 - 機械科を新設。
- 1963年 - 電気科を新設。
- 1967年 - 普通科を新設。
- 1977年 - 鹿児島照国高等学校の経営を宮崎県の学校法人日章学園に移管。
- 1978年 - 日章学園高等学校（旧宮崎実業高等学校）と姉妹校提携。法人名を吉永学園から城西学園に改称。
- 1979年 - 学校法人城西学園鹿児島城西高等学校に改称。商業科に経理事務コース、医療事務コース、商業デザインコースを設置。家政科を服飾デザイン科、自動車科を自動車整備科、機械科を設備工業科に改編、調理科を新設。
- 1980年 - ホテル観光科新設。
- 1987年 - 鹿児島市薬師一丁目から日置郡伊集院町大字清藤に全面移転。設備工業科の募集停止。社会福祉科を開設。ホテル観光科を国際ホテル観光科に改称。
- 1988年 - 普通科文理コースを新設。
- 1990年 - 国際科を新設。商業科を経営情報コース、経営ビジネスコースに改編。
- 1994年 - 普通科文理コースを普通科教養コースと体育コース、商業科を商業経済科に学科改編。
- 1996年 - 国際ホテル観光科をホテル観光科に改称、服飾デザイン科を学科改編。男女共学化。
- 1997年 - 学校法人城西学園と学校法人日章学園の合併が宮崎県より認可、学校法人日章学園鹿児島城西高等学校と改称
- 1999年 - 普通科に共生コースを開設。
- 2002年 - 福祉共生専攻科を新設、商業科にトータルエステティックコースを開設。
- 2003年 - 商業科トータルエステティックコースをトータルエステティック科として新設。
- 2005年 - ヘアーデザイン科新設。服飾デザイン科をファッションデザイン科に改称。
- 2006年 - 普通科に心因性不登校の生徒を対象としたドリームコースを新設。
- 2008年 - 普通科に進学・公務員コースを開設。
- 2011年 - 普通科にアプリケーションコースを開設。
- 2018年 - 商業科からビジネス情報科に改称

## 部活動

### 体育系

#### サッカー部
- インターハイおよび全国選手権への出場経験がある。特に選手権には8回出場しており、第87回大会（2008年度）では最高成績となる準優勝を収めた。同大会では当時3年の大迫勇也が6試合で10得点を記録し、個人としての一大会最多得点記録を樹立したほか、チームとしても大会通じて29得点を記録し、チームによる一大会最多得点記録を樹立した。
  - 全国高等学校サッカー選手権大会:出場8回（2000年度、2008年度、2011年度、2012年度、2014年度、2015年度、2016年度、2024年度）
  - 高円宮杯 JFA U-18サッカープレミアリーグ:出場1回（2024年）

#### 野球部
- 夏の鹿児島大会での最高成績は準優勝（1988年、2000年、2009年、2015年の4回）である。また、春・秋に開催される九州大会への出場経験もある。特に2019年秋の九州大会ではベスト4に進出し、2020年春の第92回選抜への初出場が決定していたが、新型コロナウイルス感染症の流行の影響により大会が中止となった。その後2020年8月に行われた甲子園高校野球交流試合では静岡県の加藤学園高校と対戦し、1-3で敗れた[1]。
- 監督は道端俊輔（2024年 - ）。

#### 女子バレーボール部
- 旧春の高校バレーに6回出場しており、1970年にはベスト4入りしている。高校総体には7回出場している。

#### 運動部
| - 野球部 - サッカー部（男子） - 女子サッカー部 - 空手道部 - 卓球部（女子） - 男子バレーボール部 - 女子バレーボール部 - 男子バスケットボール部 | - 女子バスケットボール部 - ボクシング部 - 硬式テニス部 - チアリーディング部 - ソフトテニス部 - ダンス部 - 駅伝部 - 陸上部 | - ラグビー部 - 弓道部 - 剣道部 - ゴルフ部 - 少林寺拳法部 - 応援団部 - 器械体操部 |  |

### 文化系
| - Sクラブ - インターアクト部 - 国際交流部 - 写真部 - 美術部 | - 珠算電卓部 - 茶道部 - 手芸部 - 吹奏楽部 - 放送部 | - クッキング部 - 奄美・沖縄芸能クラブ - ITクラブ - エステティック部 - ヘアーアート部 |  |

### 同好会
| - 園芸同好会 - 百人一首同好会 - フットサル同好会 | - 英語検定同好会 - 鉄道愛好会 - 詩歌文芸同好会 | - 資格取得同好会 - 軽音楽同好会 |  |

太字は強化指定部

## 海外姉妹校
- 韓吉学園富川大学
- 台北市私立協和祐徳高級中学校
- ハワイ州立大学　カピオラニ・コミュニティ・カレッジ

## 著名な出身者

### 野球選手
- 詫摩和文（元プロ野球選手、ヤクルトアトムズ）ドラフト指名時はサンケイアトムズ、鹿児島照国高等学校卒
- 新屋晃（元プロ野球選手・元プロ野球審判員）、鹿児島照国高等学校卒
- 細山田武史（元プロ野球選手、横浜DeNAベイスターズ→福岡ソフトバンクホークス）
- 中原大樹（元プロ野球選手、福岡ソフトバンクホークス）
- 上原幸真（元プロ野球選手、琉球ブルーオーシャンズ）
- 小峯新陸（元プロ野球選手、東北楽天ゴールデンイーグルス）
- 明瀬諒介（プロ野球選手、北海道日本ハムファイターズ）

### サッカー選手
- 米田兼一郎（元プロサッカー選手、サガン鳥栖等）
- 挽地祐哉（プロサッカー選手、ツエーゲン金沢）
- 船津佑也（元プロサッカー選手、ギラヴァンツ北九州等）
- 中山博貴（元プロサッカー選手、京都サンガF.C.）
- 吉井孝輔（元プロサッカー選手、鹿児島ユナイテッドFC）
- 西田剛（元プロサッカー選手、愛媛FC等）
- 新中剛史（元プロサッカー選手、ファジアーノ岡山→鹿児島ユナイテッドFC）
- 有薗真吾（元プロサッカー選手、ザスパクサツ群馬等）
- 大迫勇也（プロサッカー選手、ヴィッセル神戸）
- 大迫希（元プロサッカー選手、ロアッソ熊本等）
- 鮫島晃太（プロサッカー選手、藤枝MYFC）
- 岩元颯オリビエ（元プロサッカー選手、ガイナーレ鳥取等）
- 長谷川雄志（プロサッカー選手、徳島ヴォルティス）
- 谷口堅三（プロサッカー選手、藤枝MYFC）
- 山内智裕（元プロサッカー選手、FC岐阜等）
- 田上裕（元プロサッカー選手、鹿児島ユナイテッドFC等）
- 薗田卓馬（プロサッカー選手、テゲバジャーロ宮崎）
- 生駒仁（プロサッカー選手、レノファ山口FC）
- 上夷克典（プロサッカー選手、大分トリニータ）
- 泉森涼太（プロサッカー選手、鹿児島ユナイテッドFC）
- 生駒稀生（プロサッカー選手、奈良クラブ）

### その他の出身者
- 川畑伸吾（陸上選手） 2000年シドニーオリンピックの100mと4×100mリレー日本代表
- 大六野秀畝（陸上選手） 旭化成陸上部所属、第102回日本陸上競技選手権大会10000m優勝
- 西田あい（演歌歌手）
- 稲森佑貴（プロゴルファー）
- 稲森兼隆(ゴルフ指導者・ゴルフ場経営者、プロゴルファー稲森佑貴の父)
- 田上晃吉（俳優・西郷どん (NHK大河ドラマ)薩摩ことば指導・中原尚雄役）

## 著名な教職員・関係者
- 佐々木誠 - 野球部監督(2018年 - 2023年)
- 道端俊輔 - 野球部監督(2024年 - )